# Royappan Antony Muthu
Royappan Antony Muthu (* 7. April 1912 in Vellicode, Britisch-Indien; † 19. Dezember 1980) war ein indischer römisch-katholischer Geistlicher und Bischof von Vellore.

## Leben
Royappan Antony Muthu empfing am 28. März 1936 das Sakrament der Priesterweihe.
Am 23. November 1970 ernannte ihn Papst Paul VI. zum Bischof von Vellore. Der Erzbischof von Madras-Mylapore, Anthony Rayappa Arulappa, spendete ihm am 21. April 1971 die Bischofsweihe; Mitkonsekratoren waren der Erzbischof von Madurai, Marianus Arokiasamy, und der Bischof von Tiruchirappalli, Thomas Fernando.